# Juarros de Riomoros
Juarros de Riomoros é um município da Espanha na província de Segóvia, comunidade autónoma de Castela e Leão, de área 13,89 km² com população de 79 habitantes (2006) e densidade populacional de 5,18 hab/km².

## Demografia
| Variação demográfica do município entre 1991 e 2004 | Variação demográfica do município entre 1991 e 2004 | Variação demográfica do município entre 1991 e 2004 | Variação demográfica do município entre 1991 e 2004 |
| --------------------------------------------------- | --------------------------------------------------- | --------------------------------------------------- | --------------------------------------------------- |
| 1991                                                | 1996                                                | 2001                                                | 2004                                                |
| 96                                                  | 75                                                  | 67                                                  | 73                                                  |